# Liste der Monuments historiques in Landévant
Die Liste der Monuments historiques in Landévant führt die Monuments historiques in der französischen Gemeinde Landévant auf.

## Liste der Bauwerke
| Bezeichnung | Beschreibung | Standort                | Kennzeichnung | Schutzstatus | Datum | Bild |
| ----------- | ------------ | ----------------------- | ------------- | ------------ | ----- | ---- |
| Kapelle     |              | Locmaria-er-Hoët (Lage) | PA00091332    | Inscrit      | 1925  |      |

## Liste der Objekte
- Monuments historiques (Objekte) in Landévant in der Base Palissy des französischen Kultusministeriums